# Clara Sanabras
Clara Sanabras (Rouen) és una música catalana que canta principalment en anglès i català. També és compositora i toca diferents instruments. Barcelonesa establerta a Londres, Clara Sanabras és una artista versàtil i polifacètica. Com a cantant i multiinstrumentista, col·labora en bandes sonores de Hollywood com El Hobbit o Els Jocs de la Fam i ha cantat per a James Horner (Titanic), Howard Shore (El Senyor dels Anells), Nigel Kennedy o Jarvis Cocker. Sanabras ha actuat per tot el món, des de Glastonbury a Sydney Opera House. Com a cantautora i compositora, ha gravat quatre discos propis. Amb el seu últim treball El vol dispers - Songs of Spanish Exile, torna a les arrels i col·labora amb Eliseo Parra i la Cobla Sant Jordi. Toca, entre altres instruments, l'harmonium indi, la guitarra barroca, la mandolina, el llaüt, i ha experimentat amb les polifonies medievals.

## Biografia
Va néixer a la ciutat normanda de Rouen, però de ben petita es traslladà a Barcelona. Als 18 anys va anar a estudiar a la Guildhall School of Music and Drama de Londres. A la capital britànica –on viu–, ha estudiat llaüt, música clàssica i antiga, i ha treballat en diferents projectes musicals. Ha fet les versions escèniques de Gladiator o El senyor dels anells, com també produccions de Hollywood com The Hunter Games. Ha treballat amb compositors com James Newton-Howard o James Horner. Com a solista, ha fet concerts arreu del món i enregistrat amb agrupacions i orquestres internacionals com ara The Royal Philharmonic Orchestra, The Harp Consort, Theatre of Voices, London Voices, Charivari Agréable, Israel Camerata, Dufay Collective, entre d'altres. A Catalunya ha treballat, entre d'altres, amb Eliseo Parra i amb la Cobla Sant Jordi.

## Discografia
- Nada igual, senzill (EmuBands, 2006)
- Clara & The Real Lowdown (Smudged Discs, 2008)
- Hopetown House (Smudged Discs, 2009)
- The Emblem (Smudged Discs, 2011)
- El vol dispers. Songs of Spanish Exile (Smudged Discs, 2014)
- A Hum about Mine Ears (Smudged Discs, 2015)[7]